# Jean-Louis Dufau
Pour les articles homonymes, voir Dufau.
Jean-Louis Dufau (17 novembre 1785, Pau - 1er juin 1859, Pau) est un magistrat et homme politique français.

## Biographie
Fils d'un avocat au parlement de Navarre qui mourut président à la cour de Pau, il suivit, sous le Premier Empire, la carrière paternelle. Auditeur en 1808, et, en 1811, avocat général près la cour impériale de Pau, il perdit momentanément son emploi en 1816, sous la pré-volition de bonapartisme. Rappelé en 1820, il était, quand survint la Révolution de Juillet, le doyen des avocats généraux de France. Le ministère Dupont de l'Eure le laissa dans cette situation. Élu, le 5 juillet 1831, député du 1er collège des Basses-Pyrénées (Pau), avec 128 voix sur 148 votants et 179 inscrits, il « ne se montra point, dit un biographe, rancunier envers le pouvoir », et se dévoua aux divers ministères qui se succédèrent depuis lors. Dufau fut réélu député de Pau le 21 juin 1834 : mais le gouvernement l'ayant, vers la même époque, promu procureur général près la cour royale de Pau, il ne se représenta pas devant ses électeurs, qui lui donnèrent pour successeur à la Chambre Lavielle. Dufau n'était paru que rarement à la tribune et ne s'était signalé que par un l'apport sur la proposition de Parant, relative à l'abolition des majorats. Il mourut sous le Second Empire, premier président honoraire.

## Pour approfondir